# Il manifesto
Il manifesto (castellano: El manifiesto) es un diario comunista italiano fundado en 1969. No está adherido a ningún partido o grupo político organizado. Pertenece a una cooperativa de periodistas y proporciona una contribución notable al pensamiento político de la izquierda italiana. Todos los trabajadores son socios de la cooperativa, incluidos los técnicos, y perciben el mismo salario.

## Historia

### Origen
Il manifesto (español: El Manifiesto) nace originalmente como revista política, dirigida por Lucio Magri y Rossana Rossanda. En la redacción del primer número, de Edizioni Dedalo, salido el 23 de junio de 1969 con una tirada de 75.000 ejemplares, participan Luigi Pintor, Aldo Natoli, Valentino Parlato, Luciana Castellina y Ninetta Zandegiacomi.
El periódico nace de la facción más izquierdista del Partido Comunista Italiano (PCI) que con Pietro Ingrao había sostenido a lo largo del XI Congreso algunas pugnas por la democracia interna del partido y planteado la cuestión del "modelo de desarrollo" en contraposición a la facción más moderada del partido, encabezada por Giorgio Amendola. 
La idea de dar vida a una publicación autónoma data del verano de 1968, pero se ve congelada en vista del XII Congreso del PCI, donde, por otra parte, Pintor, Natoli y Rossanda no habían votado las tesis en el comité central.
La revista toma posiciones que contrastan con la línea mayoritaria del partido (particularmente respecto a la invasión soviética de Checoslovaquia, titulándose el editorial del segundo número "Praga está sola") lo que despierta la cuestión de la suspensión de las publicaciones. El Comité Central del PCI delibera el 24 de noviembre de 1969 la expulsión de Rossana Rossanda, Luigi Pintor y Aldo Natoli, acusándoles de "fraccionismo". Sucesivamente, se inicia un procedimiento administrativas hacia Lucio Magri y no se renueva la inscripción de Massimo Caprara, Valentino Parlato y Luciana Castellina.
Tras la disolución del PCI se transformó en un partido socialdemócrata, integrado en el Partido Socialista Europeo.￼

### Fundación
Il manifesto se constituye como formación política con una pequeña representación parlamentaria (Natoli, Pintor, Rossanda a los cuales se unen Massimo Caprara, ya secretario particular de Palmiro Togliatti, y Liberato Bronzuto). En septiembre de 1970 (con una tirada de 60.000 ejemplares) se proponen las tesis para el comunismo en las cuales se avanza una plataforma política para la unidad de la izquierda revolucionaria y se apoya la constitución de una fuerza política. Se intensifican, por otra parte, las relaciones con Potere Operaio, con el cual se celebra un congreso en febrero de 1971 que debería ratificar la unificación de las dos fuerzas y que se cierra, por el contrario, con una ruptura.
Con la trasformación en diario (el 28 de abril de 1971), il manifesto se constituye también como estructura política para las elecciones de 1972, presentando una lista propia a la Cámara e invitando a votar al PCI al Senado.
| Cámara de Diputados |              |      |         |
| Año electoral       | Votos        | %    | Escaños |
| 1972                | 224.313 (#9) | 0,67 | 0/630   |

En 1974 se unifica con el Partido de Unidad Proletaria (PdUP), que desde entonces cambia de nombre a PdUP per il Comunismo. Ya en enero de 1977, sin embargo, el componente ex-PdUP salió del partido, estando los ex-manifesto más orientados hacia el PCI que hacia otros proyectos políticos (como la constituyente de Democracia Proletaria). Los que provenían del grupo de il manifesto mantuvieron el nombre PdUP per il Comunismo, absorbiendo después una parte minoritaria de Avanguardia Operaia y sobre todo a los militantes del viejo Movimento Studentesco post-1968, el Movimento Lavoratori per il Socialismo. En 1983 el PdUP se presenta a las elecciones con el PCI, en el que confluyó en 1984. 
No existe ninguna vinculación política más allá de su fundación inicial por un grupo militantes de grupos de orientación comunista. En la actualidad mantiene una línea editorial de izquierdas pero independiente.  
Aunque los principales fundadores del diario se fueron alejando con el tiempo de la vida política, il manifesto permaneció como un interesante proyecto editorial.

## Historia reciente

### El atentado
El 22 de diciembre de 2000 a las 12:05, el diario fue objetivo de un atentado. Una bomba, preparada por el militante de extrema derecha Andrea Insabato, explota enfrente de las oficinas de la redacción, causando heridas graves en las piernas del atacante.

### El error "americano"
En plena ola de entusiasmo por las encuestas a pie de urna favorables al candidato demócrata John Kerry en las elecciones presidenciales de los Estados Unidos de 2004, il manifesto publicó a toda página la noticia de la victoria de Kerry para la presidencia con el título «Good morning America». «Con una avalancha de votos los estadounidenses echan a Bush de la Casa Blanca. Veinte millones de electores más que en 2000 llevan a Kerry a la presidencia. Por la noche, las encuestas a pie de urna decretan la derrota del hombre de la guerra preventiva».
El resultado de las elecciones fue, sin embargo, decepcionante para la redacción del periódico, pues Bush vence con una ventaja de más de tres millones y medio sobre su adversario. Al día siguiente, el periódico tituló a toda página Good night America y se disculpó con estas palabras por el error en la previsión: «Nuestra cubierta, ya considerada de culto entre los amigos, es un error periodístico grave pero también el signo de una pasión y de una emoción política - que ha sorprendido a los que no nos conocen - por aquella multitud de ultramar que ha salido a las calles contra el más peligroso y criminal de los presidentes, y que comparte con nosotros rabia y sueños. Pedimos perdón a nuestros lectores por el [titular] "falso", que les ha dado la ilusión de tener un futuro sin George W. Bush».

### El secuestro de Sgrena
Durante la guerra de Irak, la periodista Giuliana Sgrena fue secuestrada en Bagdad mientras recogía entrevistas para una encuesta sobre la masacre de Faluya el 4 de febrero de 2005. Los demás periodistas y colaboradores del periódico llevaron a cabo iniciativas para favorecer la liberación de la periodista secuestrada, entre las cuales una gran manifestación en Roma en la que participaron numerosas personalidades.
Al cabo de un mes, el 4 de marzo, Sgrena es liberada, pero el clima festivo con el que la redacción acoge la liberación se ve rápidamente truncado por la noticia de la muerte de Nicola Calipari y de las heridas causadas a la misma Sgrena por una patrulla estadounidense cuando iba rumbo al aeropuerto.

### La crisis, la recuperación y de nuevo la crisis
Hacia la primera mitad de 2006, la crisis económica que hacía tiempo que se cernía sobre la cabecera se agravó y amenazaba con hacer cerrar el diario, que a través de su sitio pide a sus lectores ayudas para sostenerlo a través de suscripciones, así como pagar 5 euros en la edición del jueves. Con la iniciativa se acaba recolectando una cifra superior a 1.700.000 euros. A finales de 2008, el diario estaba atravesando una enésima crisis.

## Iniciativas
- La cooperativa editorial de Il manifesto ha llevado a cabo varias iniciativas: desde producciones musicales (iniciadas en 1995 con el nombre Il manifesto musica, después Il manifesto cd), entre las cuales se encuentran diversos álbumes del grupo rap romano Assalti Frontali, hasta ediciones de libros, la traducción y distribución de la publicación francesa Le Monde diplomatique y el nacimiento de varias revistas como Cartafino, Carta y La Rivista del manifesto.

- El periódico también promueve diversas manifestaciones como la manifestación nacional del 25 de abril de 1994 en Milán por la celebración de la liberación italiana.

## Equipo

### Los directores
1. 28-04-1971 a 19-09-1975: Luigi Pintor;
2. 19-09-1975 a 18-02-1976: Valentino Parlato;
3. 18-02-1976 a 03-07-1976: Luigi Pintor, Luciana Castellina, Pino Ferraris, Vittorio Foa, Valentino Parlato, Rossana Rossanda;
4. 03-07-1976 a 02-03-1978: Luciana Castellina, Valentino Parlato, Rossana Rossanda;
5. 02-03-1978 a nov. 1985: Valentino Parlato;
6. nov. 1985 a nov. 1986: Rina Gagliardi y Mauro Paissan;
7. ene. 1988 a jul. 1990: Valentino Parlato;
8. jul. 1990 a nov. 1991: Sandro Medici;
9. nov. 1991 a oct. 1995: Luigi Pintor;
10. oct. 1995 a mar. 1998: Valentino Parlato;
11. mar. 1998 a dic. 2003: Riccardo Barenghi y Roberta Carlini (vicedirectora);
12. a partir de dic. 2003: Mariuccia Ciotta y Gabriele Polo.

### Principales firmas actuales
- Stefano Benni
- Loris Campetti
- Gianfranco Capitta
- Luciana Castellina
- Giulietto Chiesa
- Marco D'Eramo
- Manlio Dinucci
- Tommaso Di Francesco
- Ida Dominijanni
- Daniele Luttazzi
- Enzo Mazzi
- Guido Moltedo
- Toni Negri
- Valentino Parlato
- Gabriele Polo
- Alessandro Portelli
- Arrigo Quattrocchi
- Norma Rangeri
- Alessandro Robecchi
- Rossana Rossanda
- Vauro Senesi
- Giuliana Sgrena
- Roberto Tesi alias Galapagos
- Adriana Zarri

### Principales colaboradores históricos
- Stefano Benni
- Alberto Burgio
- Luciano Canfora
- Franco Carlini
- Stefano Chiarini
- Erri De Luca
- Umberto Eco
- Marcello Flores
- Franco Fortini
- Eduardo Galeano
- Filippo Gentiloni
- K.S. Karol
- Serge Latouche
- Nico Perrone
- Alessandro Portelli
- Marco Revelli
- Gianni Riotta
- Osvaldo Soriano
- Gianni Vattimo

## Suplementos
- Alias, suplemento del sábado: cine, vídeo, música, videojuegos, libros, discos.
- Fuoriluogo, suplemento mensual el último domingo de cada mes, sobre "drogas y derechos" editado por la "Associazione Forum Droghe"

## Difusión
| Año  | Ejemplares vendidos |
| ---- | ------------------- |
| 2006 | 29.008              |
| 2005 | 32.119              |
| 2004 | 31.289              |
| 2003 | 32.311              |
| 2002 | 34.135              |
| 2001 | 35.230              |
| 2000 | 28.543              |
| 1999 | 28.357              |
| 1998 | 28.725              |
| 1997 | 30.059              |
| 1996 | 34.356              |

Datos de Accertamenti Diffusione Stampa